# Macquillania
Macquillania är ett släkte av insekter. Macquillania ingår i familjen torngräshoppor.
Kladogram enligt Catalogue of Life:
| Macquillania | \| \| Macquillania cuspidata \| \| \| \| \| \| Macquillania pacificus \| \| \| \| |
|              | \| \| Macquillania cuspidata \| \| \| \| \| \| Macquillania pacificus \| \| \| \| |
|              | Macquillania cuspidata                                                            |
|              |                                                                                   |
|              | Macquillania pacificus                                                            |
|              |                                                                                   |